# Thröma Nagmo
Throma Nagmo (tibetisch: khro ma nag mo; Sanskrit: krodhakali; deutsch: zornvolle Schwarze) ist eine Dakini des tibetischen Buddhismus.

## Tradition
Die „schwarze Dakini des unbarmherzigen Mitgefühls“ hat in der Cö-Tradition, ausgehend von Machig Labdrön, große Bedeutung.
Sie manifestiert sich aus dem Dharmata, dem Wesen der Leere; der Essenz, der alles zugrunde liegt und gilt als Sambhogakaya-Dakini. 
Throma Nagmo schützt sehr kraftvoll die Gelübde der Praktizierenden und die geistige Klarheit und geht unbarmherzig gegen alle Gelübdebrecher und auch Neurosen vor. Sie gilt als Ausstrahlung der Vajrayogini, kann jedoch auch als eigenständiger Yidam auftreten.

## Darstellung
Throma Nagmo ist von schwarzer (seltener: dunkelblauer) Körperfarbe und hat ein Gesicht und zwei Hände. Sie ist kraftvoll-schützend und hat ein drittes Weisheitsauge auf ihrer Stirn. Sie hat einen zusätzlichen Wildsauen-Kopf. In ihrer linken Hand hält sie eine Schädelschale mit dem Blut der Gelübdebrecher, aus der sie trinkt, und in ihrer Armbeuge einen Kathvanga-Stab, in der rechten Hand hält sie ein Triguk-Hackmesser. Die Attribute haben symbolische Bedeutung.